# Nisída Kéros
Nisída Kéros är en ö i Grekland.   Den ligger i prefekturen Kykladerna och regionen Sydegeiska öarna, i den sydöstra delen av landet, 210 km sydost om huvudstaden Aten. Arean är 16,8 kvadratkilometer.
Terrängen på Nisída Kéros är lite kuperad. Öns högsta punkt är 414 meter över havet. Den sträcker sig 4,0 kilometer i nord-sydlig riktning, och 7,8 kilometer i öst-västlig riktning.